# 磯麿
磯麿（いそまる、生没年不詳）とは、江戸時代の浮世絵師。

## 来歴
画風が喜多川歌麿のものに倣うことから、歌麿の門人ともいわれるが定かではない。『浮世絵師伝』と『原色浮世絵大百科事典』は磯麿について、「画系」の項を空欄および無表記としている。作画期は享和から文化にかけての頃とされ、作は吉原の俄を描いた錦絵3点が知られている。

## 作品
- 「新吉原仁和嘉女芸者之部　伊達模様五ツ雁」　大判錦絵　神奈川県立歴史博物館所蔵[1]
- 「[青楼仁和嘉全盛遊・名響花道中」　細判錦絵　同上
- 「青楼仁和嘉全盛遊　すずめ踊り」　細判錦絵